# أنخيل غونزاليس (لاعب كرة قدم مواليد 2003)
أنخيل غونزاليس هو لاعب كرة قدم باراغواياني، ولد في 4 فبراير 2003 في أسونسيون في باراغواي.